# Anatolij Opria
Anatolij Ołeksandrowycz Opria, ukr. Анатолій Олександрович Опря (ur. 25 listopada 1977 w Iljiczewsku) – ukraiński piłkarz, grający na pozycji obrońcy, a wcześniej pomocnika.

## Kariera piłkarska

### Kariera klubowa
Wiosną 1996 rozpoczął karierę piłkarską w miejscowym Portowyku Iljiczewsk. W 1998 wyjechał do Rosji, gdzie bronił barw klubów Żemczużyna Soczi, Kristałł Smoleńsk i Rubin Kazań. W 2003 powrócił do Ukrainy, gdzie został piłkarzem Czornomorca Odessa. Latem 2004 przeniósł się do Metalista Charków. W 2005 występował w Arsenału Charków, z którym zdobył awans do Wyższej Lihi. Potem odbyła się reorganizacja klubu i piłkarz okazał się w FK Charków. Na początku 2007 przeniósł się do Krywbasa Krzywy Róg. We wrześniu 2010 podpisał roczny kontrakt z Dnistrem Owidiopol. Latem po reorganizacji klubu został piłkarzem FK Odessa. Od 2013 jest zawodnikiem Bałkanów Zoria.